# 8738 Saji
8738 Saji este un asteroid din centura principală de asteroizi.

## Descriere
8738 Saji este un asteroid din centura principală de asteroizi. A fost descoperit pe 5 ianuarie 1997 la Saji de Observatorul din Saji. El prezintă o orbită caracterizată de o semiaxă mare de 2,22 ua, o excentricitate de 0,23 și o înclinație de 0,3° în raport cu ecliptica.